# Arco de Santa Catalina
El Arco de Santa Catalina es uno de los lugares más reconocidos de la ciudad de Antigua Guatemala. Es visitado anualmente por miles de turistas que acuden a la ciudad que ha sido declarada Patrimonio de la Humanidad por la UNESCO. Pertenecía a las monjas reclusas del convento de Santa Catalina Virgen y Mártir, pero tras el traslado forzoso de la capital de la Capitanía General de Guatemala de Santiago de los Caballeros de Guatemala a la Nueva Guatemala de la Asunción luego de los Terremotos de Santa Marta en 1773, la estructura quedó abandonada. El Arco de Santa Catalina, Claustro Conventual y Nave de la Iglesia conforman el conjunto monumental del Antiguo Convento de Santa Catalina Virgen y Mártir; de los cuales el arco y la nave de la iglesia son propiedad de la municipalidad de la Antigua Guatemala y el claustro conventual es propiedad privada. El antiguo claustro pasó a manos privadas a principios del siglo xix mientras que el arco y las ruinas de la iglesia quedaron abandonados. El arco fue reacondicionado en la década de 1890 por el gobierno del general Manuel Lisandro Barillas Bercián y se construyó sobre él una torrecilla para colocar un reloj.

## Historia

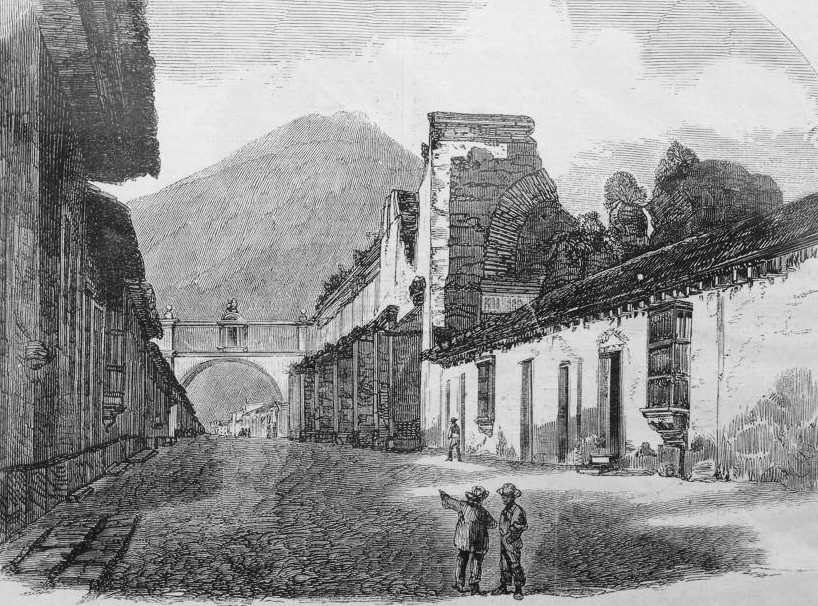
Arco de Santa Catalina en 1870, aproximadamente. Obsérvese que el Arco no tiene la torrecilla con el reloj, ya que éste fue instalado hasta en la década de 1890.

El carácter del Convento de Santa Catalina Virgen y Mártir, era de reclusión, lo que significa que sus internas evitaban tener contacto con las personas de la ciudad en general. El convento fue ganando adeptas gradualmente y con su crecimiento se hizo necesario ocupar una parte de la cuadra ubicada al frente. Esto significaba un problema, pues no tenían ninguna intención de cruzar por medio de la calle.
Por esto, el Arco de Santa Catalina nace más por la necesidad de no ser vistas mientras cruzaban hacia el resto del convento, y es así como se inicia su construcción en el mes de julio de 1693. Los terremotos de Santa Marta de 1773 afectaron a esta parte de la ciudad. 

### Terremotos delsigloXVIII

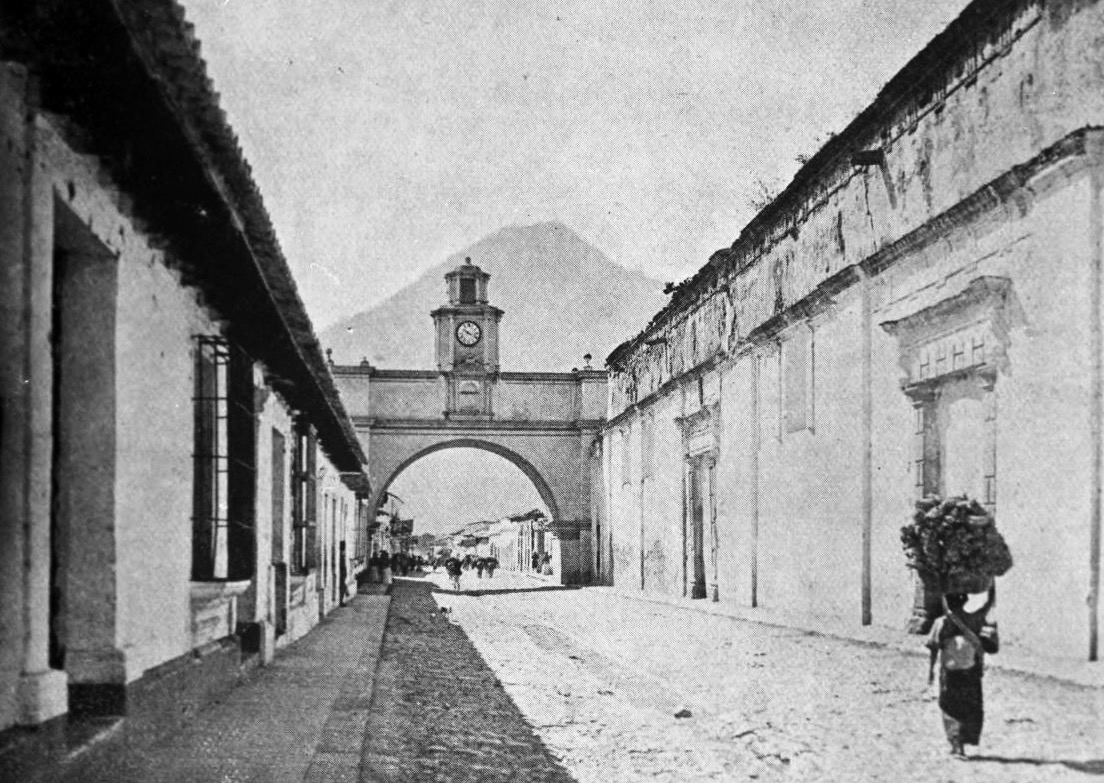
Arco de Santa Catalina en 1898.

La ciudad de Santiago de los Caballeros de Guatemala fue azotada por tres fuertes terremotos en el siglo xviii: el terremoto de San Miguel en 1717, el terremoto de San Casimiro en 1751 y los terremotos de Santa Marta en 1773.
Después del a Terremoto de San Casimiro en 1751, el cual destruyó buena parte de la ciudad de Santiago de los Caballeros, se renovaron muchos edificios y se construyeron numerosas estructuras nuevas, de tal modo que para 1773 daba la impresión de que la ciudad de Santiago de los Caballeros de Guatemala era completamente nueva. La mayoría de las casas particulares de la ciudad eran amplias y suntuosas, al punto que tanto las puertas exteriores como las de las habitaciones eran de madera labrada y las ventanas eran de finos cristales y tenían portales de madera labrada. Era frecuente encontrar en las residencias pinturas de artistas locales con marcos recubiertos de oro, nácar o carey, espejos finos, lámparas de plata, y alfombras delicadas. Y los templos católicos eran magníficos: había 26 iglesias en la ciudad, y 15 ermitas y oratorios; la catedral, era la estructura más suntuosa: tenía tres espaciosas naves, con dos órdenes de capillas a los lados, con enormes puertas de acceso que eran labradas y doradas,.

### Remodelación del arco

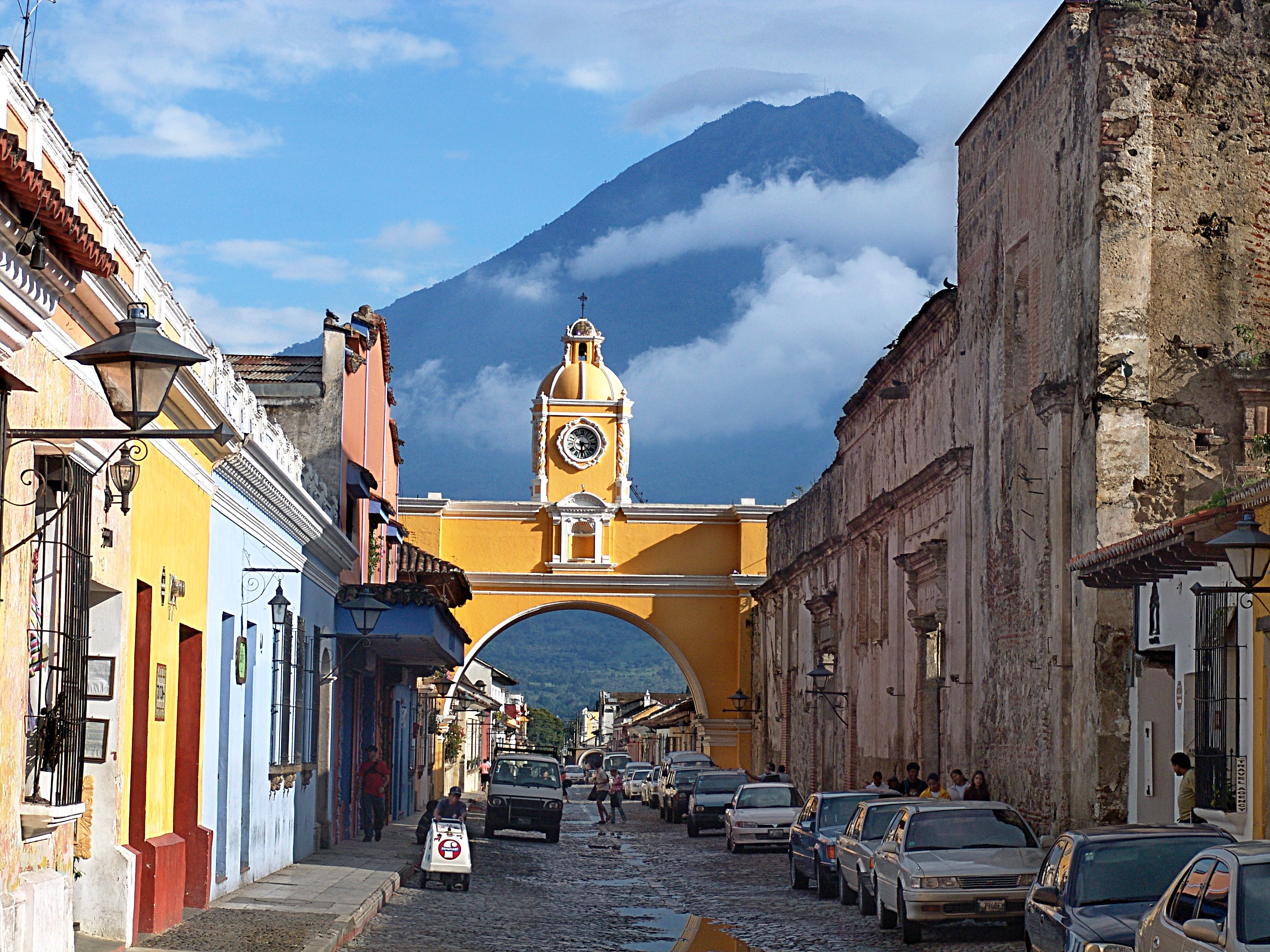
Arco de Santa Catalina en 2010.

En un inicio no contemplaba el reloj que puede apreciarse hoy en día; éste fue colocado en la década de 1890. El reloj fue dañado durante el terremoto de 1976 y dejó de funcionar, pero fue reparado y puesto en marcha de nuevo en 1991. Era necesario darle cuerda cada tres días, data de finales del siglo XIX y es francés, de marca Lamy Amp Lacroix.
Actualmente el convento se ha convertido en el Hotel Convento de Santa Catalina Mártir y la calle es conocida popularmente como la «Calle del Arco». En ella se celebra el final del año y llegada del año nuevo, presentando una variedad de espectáculos culturales que van desde música, poesía y relatos, hasta bailes tradicionales.

## Curiosidades
- No solo es un adorno arquitectónico, sino que en realidad es un puente.
- Su construcción fue ordenada por el convento de Santa Catalina que ocupaba parte de la cuadra de enfrente.
- Su objetivo era permitir que las monjas cruzaran la calle sin ser vistas.
- El reloj del Arco de Santa Catalina es un reloj francés marca Lamy Amp Lacroix que adorna su fachada desde finales del siglo XIX.[5]
- Las columnas con las que se construyó el arco permanecieron en pie luego de los terremotos debido a su grosor.[6]

## Galería de Imágenes

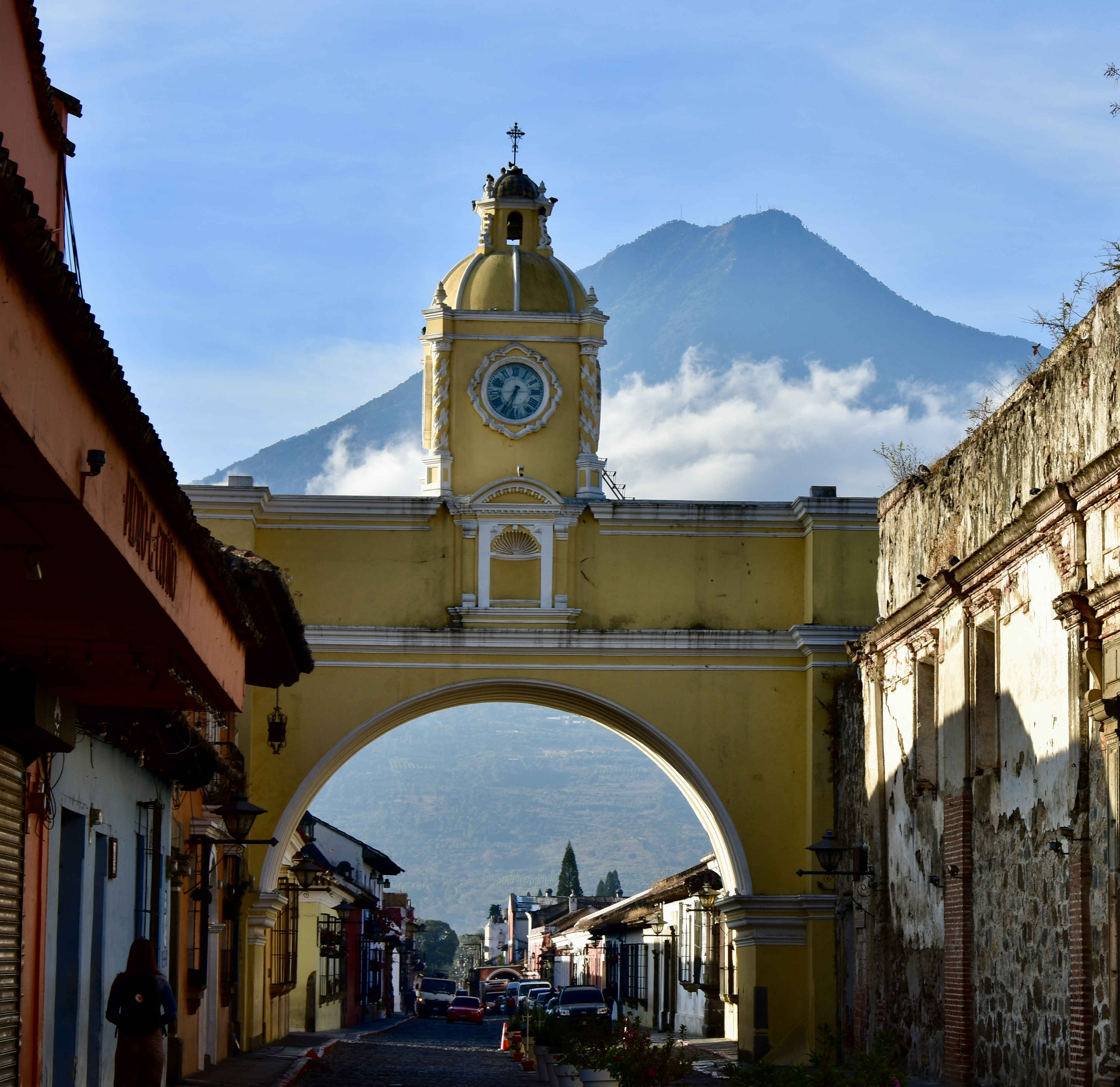

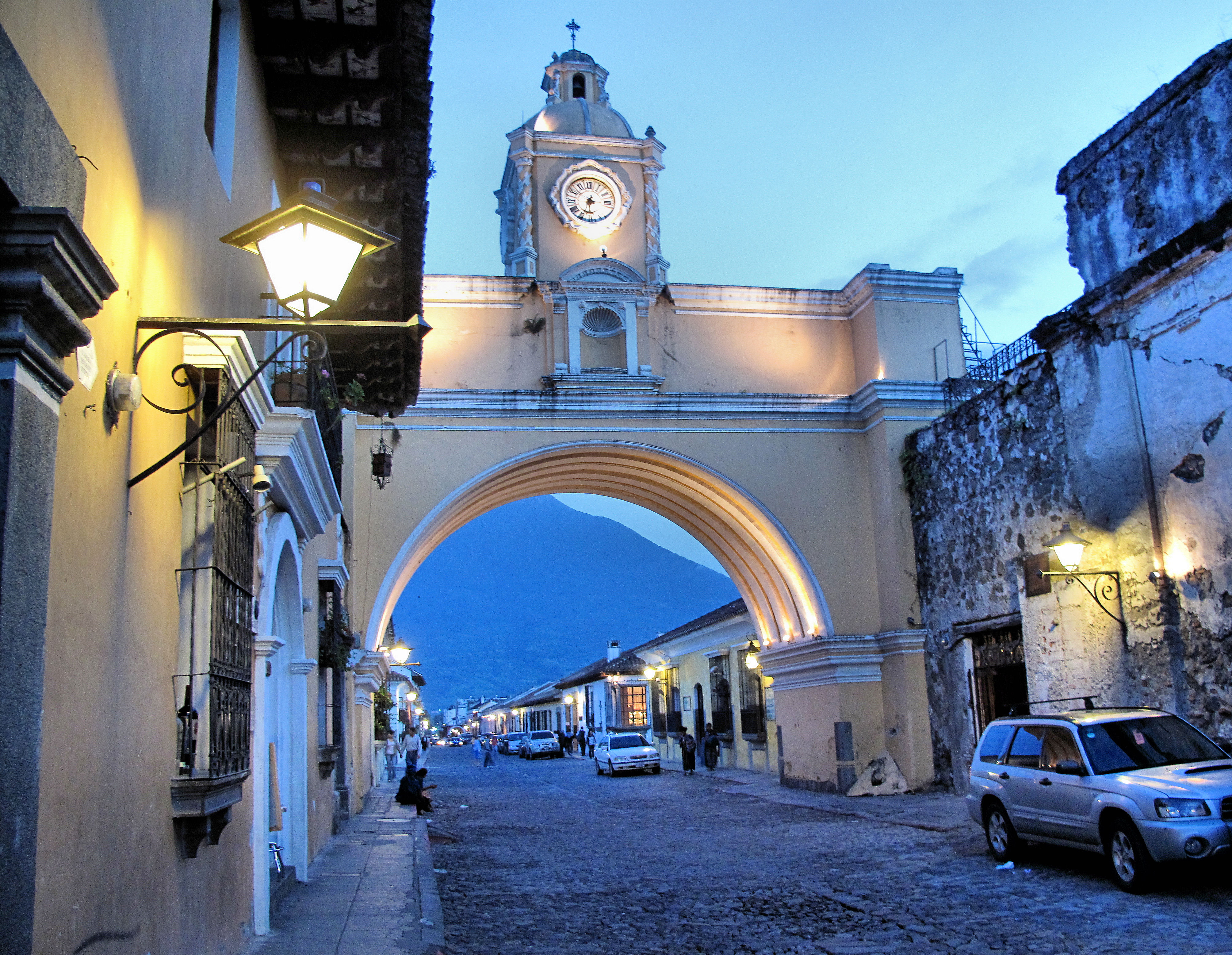

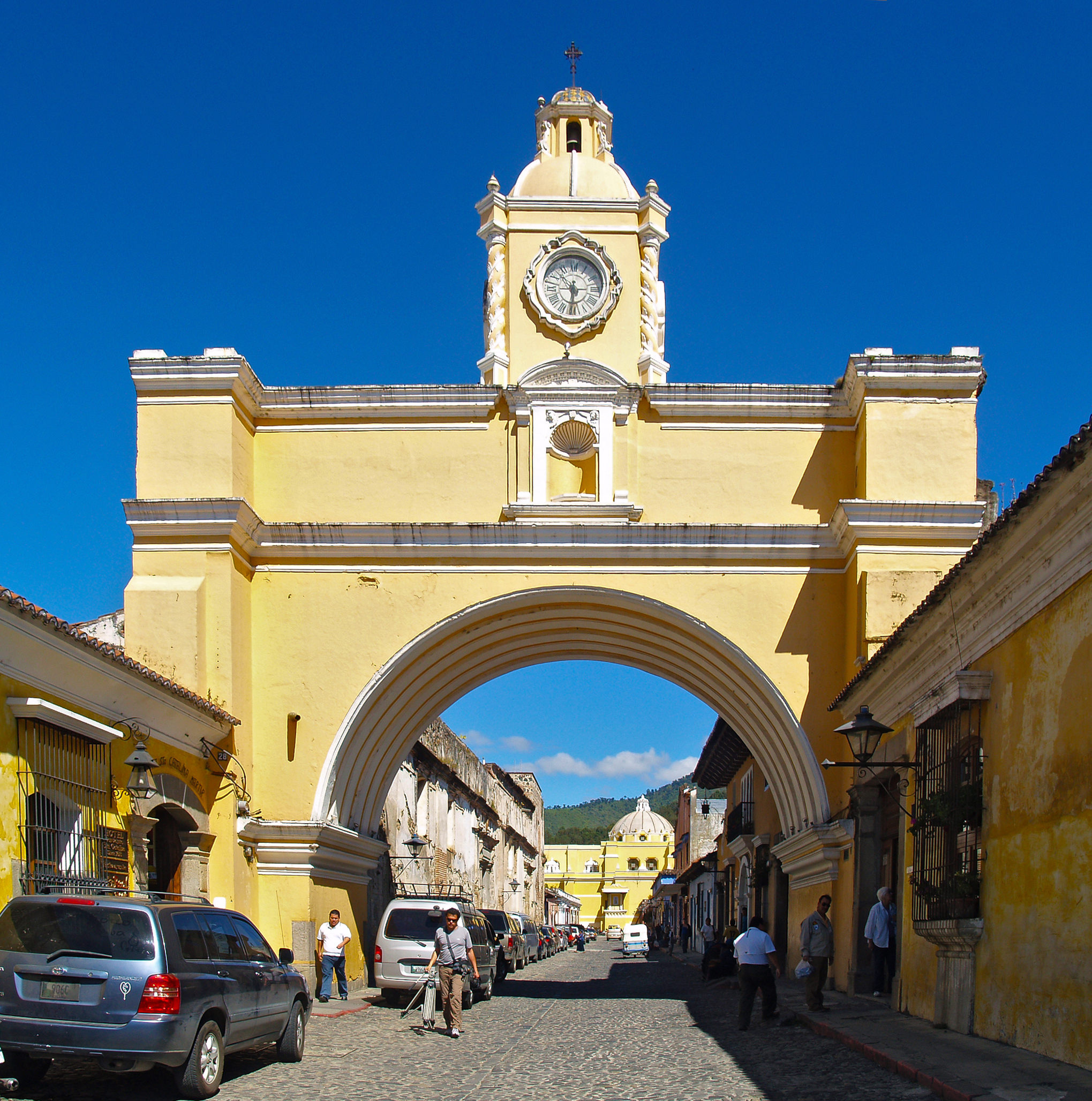

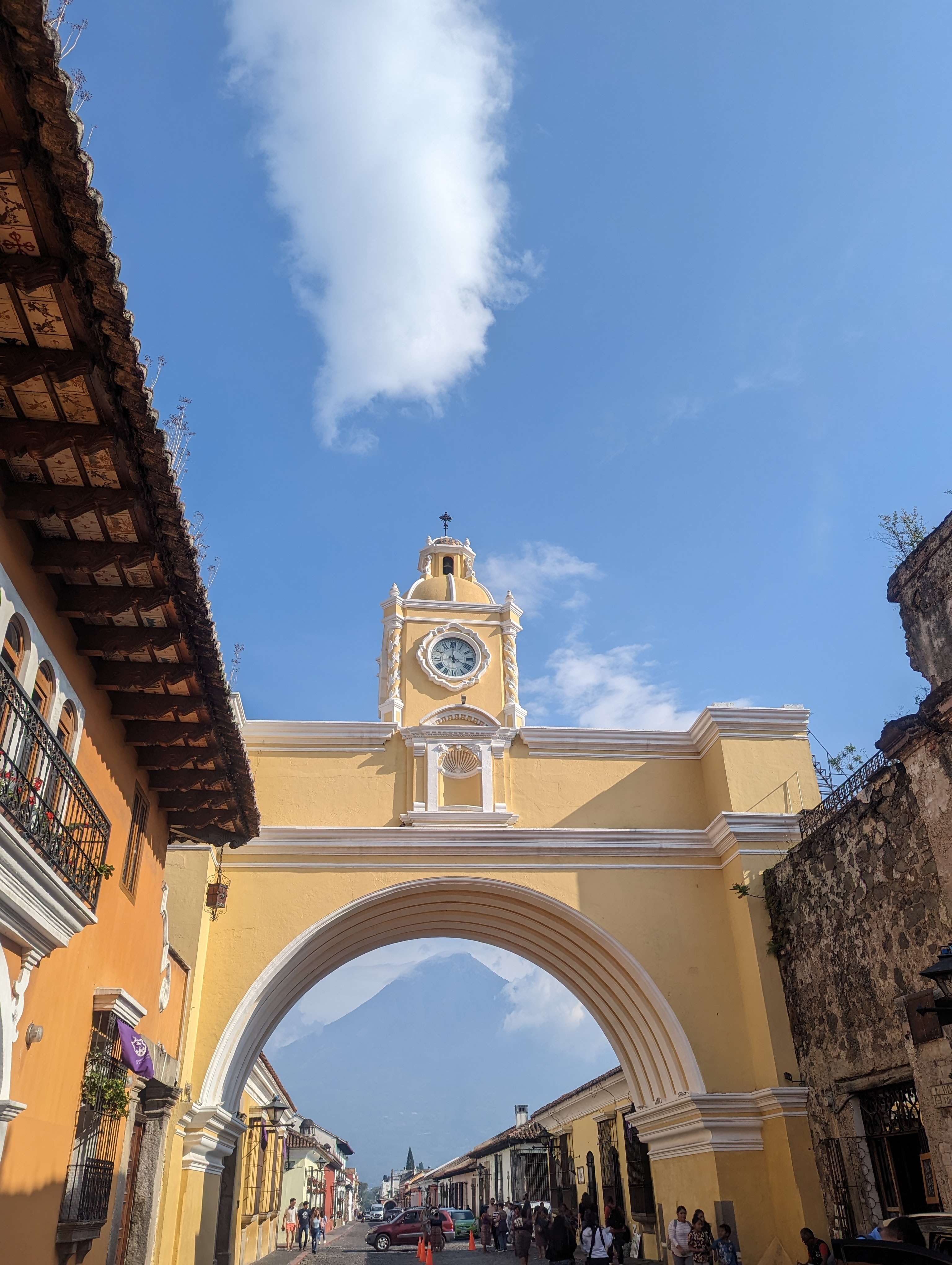

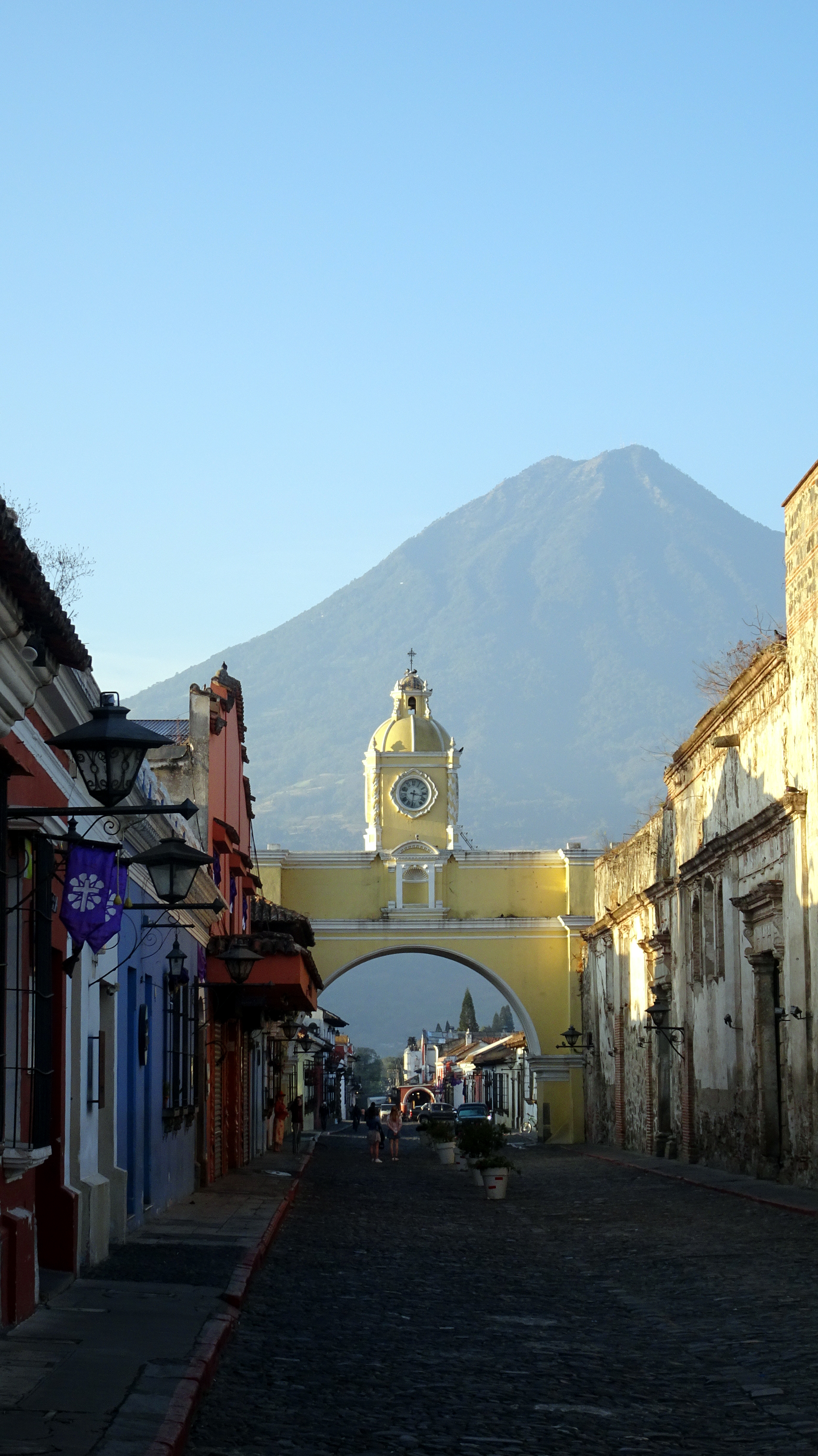